# George Browne (6e marquis de Sligo)
George Ulick Browne, 6e marquis de Sligo et 4e comte de Clanricarde (1er septembre 1856 - 26 février 1935), titré Lord George Browne jusqu'en 1913, est un pair britannique et irlandais.

## Biographie
George est le fils aîné de Henry Browne (5e marquis de Sligo), et de sa femme Catherine Henrietta Dicken. Il est né à Munger, en Inde britannique. Il succède au marquisat en février 1913, à 56 ans, à la mort de son père.
En 1916, à la suite du décès d'Hubert de Burgh-Canning (2e marquis de Clanricarde), le marquis de Sligo devient également comte de Clanricarde. En 1921, il assiste à la première réunion du Sénat éphémère d'Irlande du Sud . En 1922, il est photographié par Walter Stoneman .

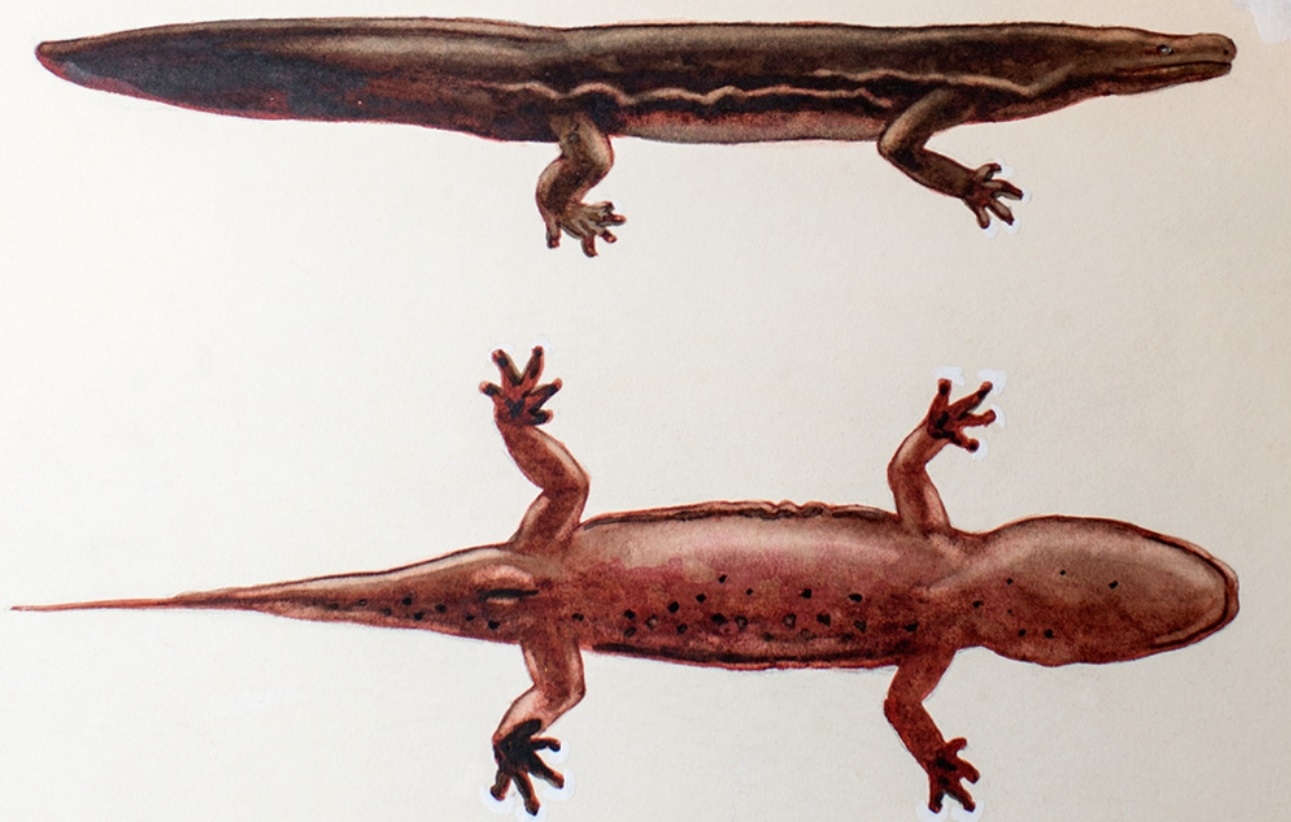
Andrias sligoi

En 1924, lors d'une visite à Hong Kong, le marquis de Sligo réussit à faire envoyer un spécimen de salamandre géante de Chine méridionale au zoo de Londres. L'espèce est nommée Megalobatrachus sligoi en son honneur; il s'appelle aujourd'hui Andrias sligoi . Il meurt en 1935 à Londres 

## Famille
Il épouse, le 12 octobre 1887, Agatha Stewart Hodgson, fille de James Stewart Hodgson et d'Agatha Stewart Hodgson. Ils ont 4 enfants :
- Lady Eileen Agatha Browne (3 septembre 1889 - 18 septembre 1940) épouse James Stanhope, 7e comte Stanhope (11 novembre 1880 - 15 août 1868), sans descendance ;
- Lady Moya Melisende Browne (22 septembre 1892 - 7 mars 1974) épouse Allan William George Campbell (20 octobre 1884 - 20 septembre 1914), sans descendance ;
- Lady Doreen Geraldine Browne  (en) (29 mai 1896 - 28 août 1979) épouse Michael Knatchbull, 5e baron Brabourne (8 mai 1895 - 23 février 1939), dont descendance ;
- Ulick de Burgh Browne, 7e marquis de Sligo (30 mars 1898 - 7 janvier 1941) célibataire, sans enfants.

## Distinctions

### Décorations
- British War Medal (26 juillet 1919)
- Victory Medal (1er septembre 1919)
- Médaille du jubilé d'or de Victoria (21 juin 1887)
- Médaille du jubilé de diamant de Victoria (20 juin 1897)
- Médaille du couronnement du roi Édouard VII (26 juin 1902)
- Médaille du couronnement du roi George V (30 juin 1911)